# Ducsay Gábor
Ducsay Gábor (Budapest, 1950. szeptember 6.) magyar operatőr.

## Életpályája
Szülei: Ducsay Béla és Verpeléti Julianna. 1972–1997 között a Magyar Televízió munkatársa volt. 1988–1991 között a Színház- és Filmművészeti Főiskola video-operatőr szakos hallgatója volt. 1998 óta önálló operatőr.
Fikciós és dokumentum-műsorok operatőre, rövidfilmek és reklámok szerzője, rendezője.

## Filmjei
- Baleset (1978)
- A kisfiú meg az oroszlánok (1979)
- Zenés TV Színház (1979-1988)
- Gulliver az óriások országában (1980)
- Csodatopán (1984)
- Holt lelkek (1985)
- A tanítónő (1985)
- Kérők (1986)
- Európa visszavár (1988)
- Fürdő a körúton (1988)
- Istenszerelem (1993)
- Hártyarepülő (1994)
- Állatkerti történetek (1994)
- Ne mondjon csütörtököt! (1996)

## Díjai
- Az év legjobb klipje (1988) Európa visszavár
- Miskolci rövidfilmfesztivál díja (1988) Fürdő a körúton